# Peribea (hija de Hipónoo)
Peribea, en la mitología griega, es hija de Hipónoo, rey de Óleno de Etolia y hermana de Capaneo, uno de los siete contra Tebas. Fue la segunda esposa de Eneo (rey de Calidonia, o Calidón). Sobre su matrimonio con Eneo se narran dos versiones que tienen una aceptación parecida entre los autores clásicos. Una de ellas dice que, habiendo sido violada por Hipóstrato (o por Ares, según afirma Diodoro Sículo), su padre, Hipónoo, la envió a Calidonia para que Eneo le quitase la vida. Pero este, en vez darle muerte, se casó con ella. La segunda versión asegura que Eneo, tras haber saqueado Óleno, se la llevó como botín de guerra. Peribea fue, con su marido, madre de Tideo y, a través suyo, abuela de Diomedes (héroe griego en la guerra de Troya).